# Rosario Garibaldi Bosco
Rosario Garibaldi Bosco (Palermo, 28 luglio 1866 – Torino, 2 dicembre 1936) è stato un politico e scrittore italiano, repubblicano d'ispirazione socialista.

## Biografia
Costituì i Fasci dei lavoratori di Palermo (29 giugno 1892) e fece parte del comitato centrale dei Fasci Siciliani dei Lavoratori (1893-1894). A seguito della repressione di Crispi subì l'arresto il 16 gennaio 1894 e venne sottoposto a processo. Assolto per l'imputazione di cospirazione armata fu condannato a 12 anni per incitamento alla guerra civile. Comunque il 26 maggio 1895 fu eletto alla Camera dei deputati nel collegio di Palermo, ma la nomina fu annullata perché la sua età era inferiore a quanto previsto dalla legge. Successivamente fondò la Federazione socialista di Palermo (1896). Inizialmente aderì alla corrente rivoluzionaria quindi passò su posizioni moderate.

Fu anche scrittore realista, e dal suo dramma Il giorno di San Sebastiano venne tratto l'omonimo film scritto e girato da Pasquale Scimeca nel 1993.
Insieme a Filippo Turati, Guido Albertelli, Anna Kuliscioff, Claudio Treves e altri, è ricordato tra i fondatori a Genova del Partito Socialista Italiano nel 1892.

## Scritti
- Di chi la colpa? Gli operai di Palermo all'Italia, seconda edizione, Palermo, Tip. editrice "Tempo" Giovanni Bondi e Domenico Vena, 1887.
- I fasci dei lavoratori. Il loro programma ed i loro fini. Dedicato al comm. Sensales direttore della pubblica sicurezza in Italia, Palermo, Uff. della Giustizia sociale, 1893.
- La camera del lavoro ed i moderati, Palermo, U. Cervelli, 1901.